# Bandera de la Victòria
La bandera de la Victòria (en rus: Знамя Победы, romanitzat: Znamya Pobedy) fou la bandera soviètica hissada per tres soldats de l'Exèrcit Roig a l'edifici del Reichstag alemany el 1r de maig de 1945 al finalitzar la batalla de Berlín. Fou portada de nou a Moscou com a relíquia de la Gran Guerra Patriòtica i actualment aquesta bandera s'exhibeix durant les desfilades del 9 de maig a la Plaça Roja.

## Descripció
Es tracta d'una bandera roja, que porta a més a més de la falç i el martell al quarter (aquí sobredimensionats per destacar millor a la fotografia) una inscripció en honor a la unitat que va prendre el palau del Reichstag:
| « | 150a Divisió de fusellers distingit per l'Ordre de Kutúzov de 2a classe honrat amb el títol de divisió Idritsa 79è Cos de fusellers, 3r Exèrcit de xoc, 1r Front belarús | » |

La bandera es conserva al Museu Central de les Forces Armades de Moscou. S'utilitza cada any durant la desfilada del 9 de maig que té lloc a la Plaça Roja.

## Presa del Reichstag
Durant la batalla de Berlín, Ióssif Stalin havia posat el 1r Front de Belarús comandat pel comandant Gueorgui Júkov en competència amb el 1r front ucraïnès liderat pel comandant Ivan Kónev per la presa de Berlín. Des del 29 d'abril de 1945, Júkov va aconseguir vèncer Kónev en l'encàrrec.
Per tant, va correspondre al 3r Exèrcit de xoc del coronel general Vassili Kuznetsov prendre el Reichstag; s'hi preparà especialment distribuint diverses banderes roges. Arribant des del nord a través del districte berlinès de Moabit, les unitats capdavanteres van creuar les restes del pont de Moltke el matí del 30 d'abril, però van ser empès diverses vegades des de la zona al voltant del Reichstag. Va ser a les 22.40 hores que els temeraris de la 150a divisió de fusellers (del 79è cos del 3r exèrcit de xoc) van col·locar una bandera roja al frontó, mentre els combats a l'interior de l'edifici continuaren fins al 2 de maig a les 13.00 hores.
El nom de la persona que va col·locar la primera bandera roja sobre el Reichstag varia segons les fonts:
- Mikhail Minin (sergent rus de la 136a brigada d'artilleria);[3]
- Rakhimzhan Qoshqarbaev (tinent kazakh del 674è regiment) ;
- Meliton Kantaria (sergent georgià del regiment 756), ajudat per Alexei Berest (ucraïnès) i per Mikhail Egorov (rus).

Segons informa, Júkov va rebre una vintena de sol·licituds diferents per a la medalla de l'Heroi de la Unió Soviètica per hissar la bandera. El primer informe de la 150a Divisió (general major Xatilov), a les 6 de la tarda del 30 d'abril, cità el capità Neustroyev i el major Davydov (tots dos comandants de batalló dels regiments 674 i 756). L'informe 150 del 2 de maig situa l'esdeveniment a les 13:45 hores del 30 d'abril. L'informe posterior del cap del 3r Exèrcit de xoc (el coronel general Kuznetsov) donà el nom de Kantaria.

## Posada en escena

Reproducció de la bandera utilitzada a la fotografia sobre el Reichstag.

La fotografia vinculada a l'esdeveniment de la bandera de la Victòria sobre el Reichstag es va convertir en el símbol de la victòria soviètica sobre Alemanya. Aquesta foto la va fer Ievgueni Khaldei, enviat especialment per l'agència soviètica TASS per cobrir la batalla de Berlín. Aquesta fotografia es va publicar finalment el 13 de maig de 1945 a la revista Ogoniok.

## Actes amb la bandera
Una part prevista de la desfilada de la Victòria de Moscou de 1945 havia de ser la marxa de la bandera de la Victòria, que es va portar a Moscou des de Berlín el 20 de juny i que havia de començar la desfilada de les tropes el 24 de juny. Malgrat això, el dèbil estat de Yegorov, Kantaria i Stepan Neustroev va obligar al mariscal Gueorgui Júkov a no seguir endavant amb aquesta part de la desfilada.
El 2015, la bandera va ser portada a Astanà, capital del Kazakhstan, perquè el personal del Regiment Presidencial d'Aibyn la portés a la plaça de la Independència o Kazakh Elia durant la desfilada del Dia del Defensor de la Pàtria del 7 de maig.
El 9 de maig de 2017, una gran còpia de la bandera de 60 per 25 metres es va desplegar a la Gran Plaça de l'Assemblea Nacional de la capital moldava de Chișinău. La bandera es va cosir en una fàbrica local durant un període de dues setmanes.
També el 2017, al final de la batalla de Raqqa, un petit grup de combatents de la Brigada Internacional d'Alliberament (inspirat en les Brigades Internacionals) va imitar l'escena de Berlín fent-se una foto col·locant una bandera vermella a un edifici de Raqqa, equiparant la victòria sobre l'Alemanya nazi a la obtinguda sobre Estat Islàmic.
El 2020, durant la primera desfilada de la victòria celebrada a Aşgabat, capital del Turkmenistan, la bandera es va portar des de Rússia per desfilar pel Complex Memorial Halk Hakydasy. També aquest mateix any, mariners de la Flota del Nord russa van aixecar la bandera sobre zones llunyanes de l'àrtic rus.

## Estatus de la bandera en diversos països

### Belarús
Per decret del president Aleksandr Lukaixenko el 6 de maig de 1995, es va confeccionar un duplicat de la bandera de la Victòria per als deures dels dies 9 de maig, 23 de febrer i 3 de juliol. El 2011, Rússia va presentar a Belarús una de les còpies oficials de la bandera i que es conservava al Museu de la Gran Guerra Patriòtica de Belarús.

### RP de Donetsk i RP de Luhansk

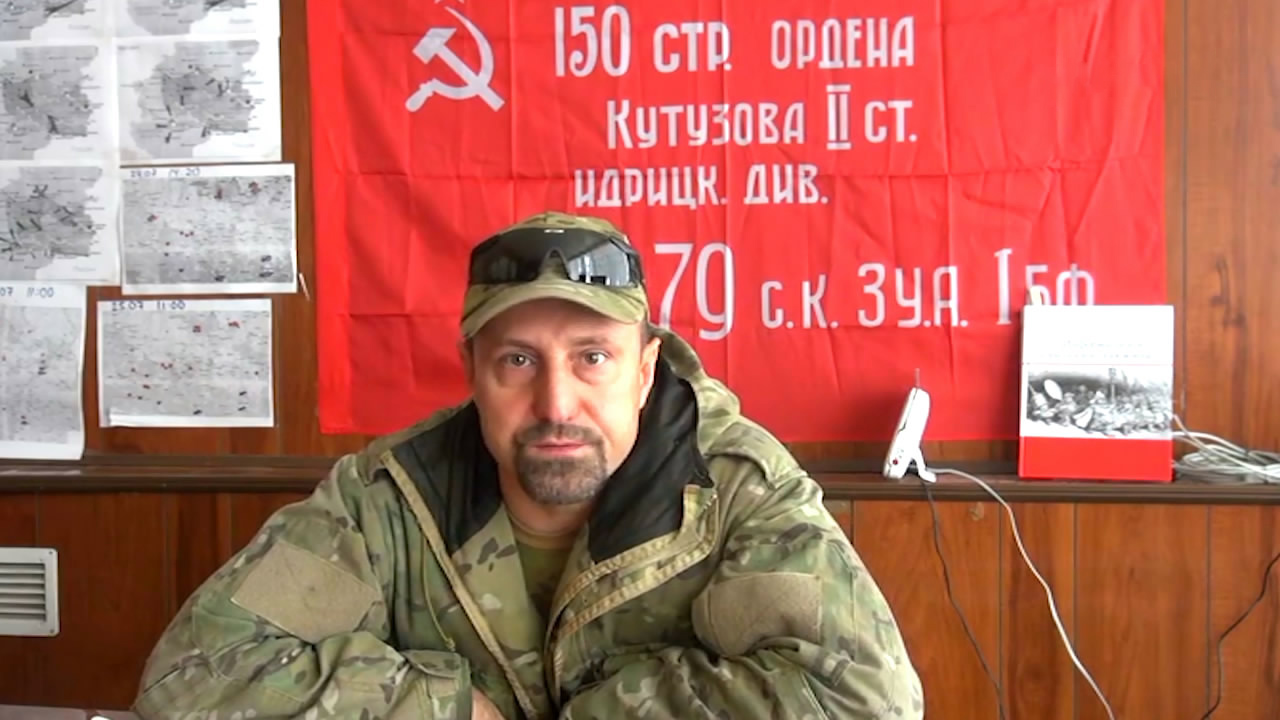
Alexander Khodakovsky fent una conferència de premsa davant la bandera de la Victòria.

A les autoproclamades República Popular de Donetsk i República Popular de Luhansk la bandera de la Victòria s'utilitza durant les desfilades militars del dia de la victòria. El 2018, els parlaments de totes dues repúbliques van adoptar lleis "Sobre la bandera de la Victòria", que establien l'estat i la base legal per a l'ús de còpies de la bandera a les repúbliques.[4][5][6]

### Kazakhstan
El 21 d'abril de 2010, es va celebrar una cerimònia al Saló de la Fama del Museu Central de la Gran Guerra Patriòtica de Moscou on es va lliurar una còpia de la bandera de la Victòria al Cap d'Estat Major del Departament Administratiu del President del Kazakhstan. Aquesta còpia es conserva al Museu de Nursultan Nazarbàiev. La benvinguda de la bandera va tenir lloc l'1 de maig al Parc dels 28 Guàrdies Panfilov a Almati. El 6 de maig de 2015, acompanyada d'una guàrdia d'honor, una còpia exacta de la bandera de la Victòria feta per artesans russos va ser traslladada als Arxius Nacionals del Kazakhstan. Més tard, el 12 de juny de 2015, Rússia va lliurar una altra còpia de la bandera al Ministeri de Defensa del Kazakhstan per guardar-la al recentment inaugurat Museu d'Armes i Equipament Militar de les Forces Armades del Kazakhstan a Astanà. El 23 de desembre de 2015, abans de la reunió del Consell de Ministres de Defensa de la Comunitat d'Estats Independents, el ministre de Defensa rus Serguei Xoigú va lliurar una altra còpia de la bandera de la Victòria al ministre de Defensa kazakh Imangali Tasmagambetov.

### Transnístria
El 21 d'octubre de 2009, l'autoproclamat Consell Suprem de Transnístria va adoptar una llei per equiparar la bandera de la Victòria amb la bandera nacional.

### Ucraïna
El 21 d'abril de 2011, la Rada Suprema d'Ucraïna va adoptar una llei signada pel president Víktor Ianukòvitx que establia un procediment per a l'ús oficial de la bandera de la Victòria, concretament a la Tomba del Soldat Desconegut de Kíivi al Monument al Mariner Desconegut d'Odessa. El juny del mateix any, el Tribunal Constitucional d'Ucraïna va declarar inconstitucional aquesta llei. El 9 d'abril de 2015, la Rada Suprema va adoptar una nova llei que eliminava tota menció a la bandera de la Victòria. Després de la invasió russa d'Ucraïna del 2022, les forces russes van mostrar la bandera en nombrosos llocs ocupats, inclosos edificis governamentals. Això va estar relacionat tant amb la propera festivitat del Dia de la Victòria del 9 de maig, com amb d'altres imatges soviètiques utilitzades per les tropes russes durant la guerra com a part del renovat nacionalisme soviètic promogut pel president Putin.

## Galeria

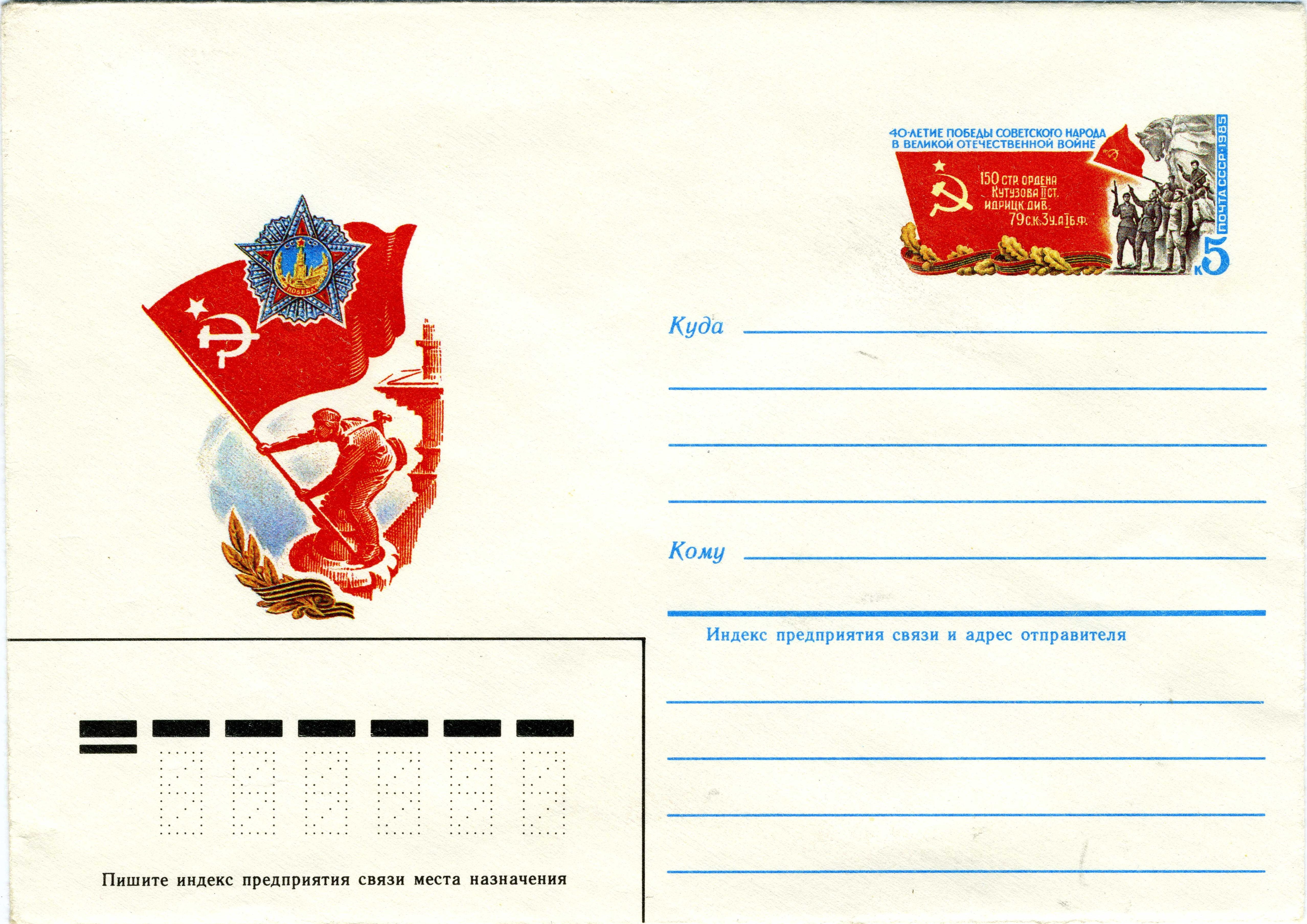
Postal soviètica de 1985.
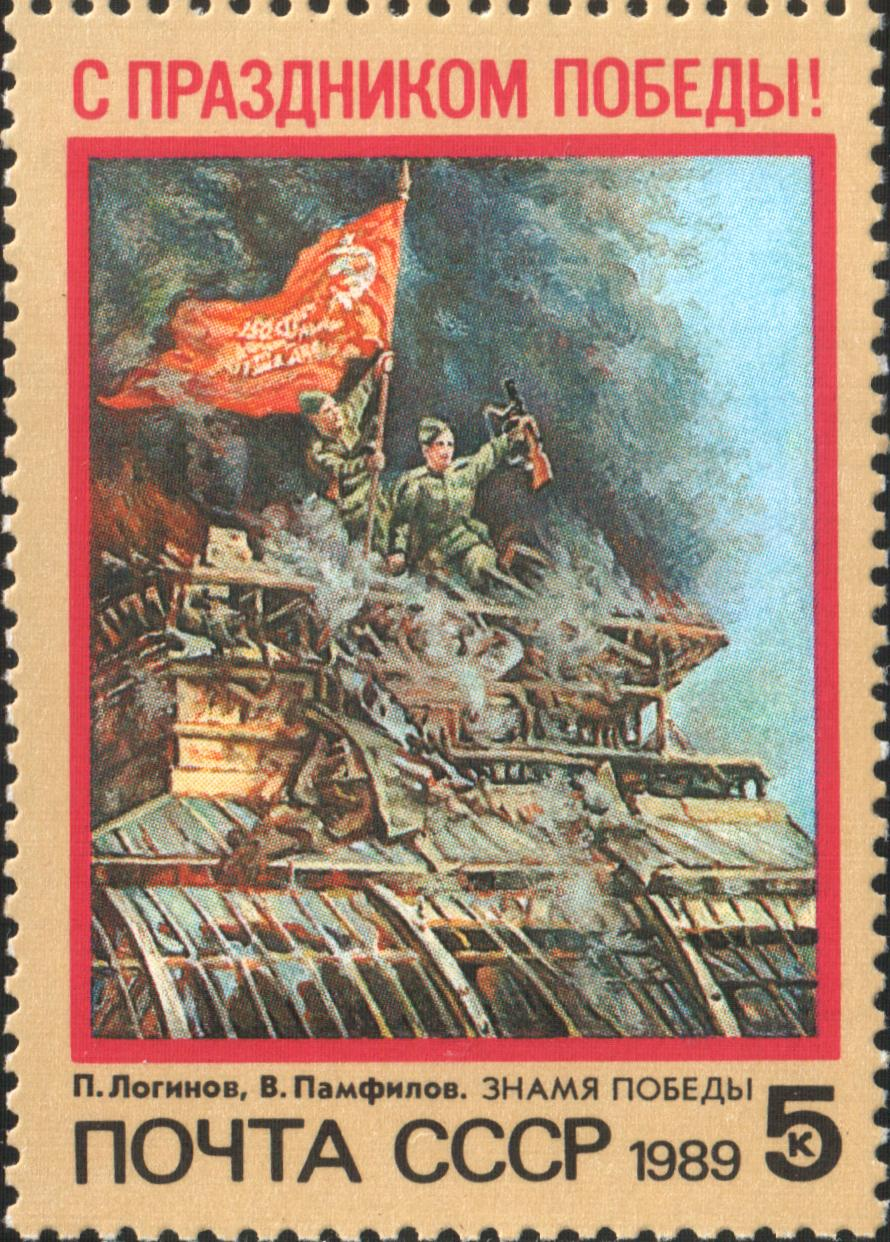
Segell soviètic de 1989.
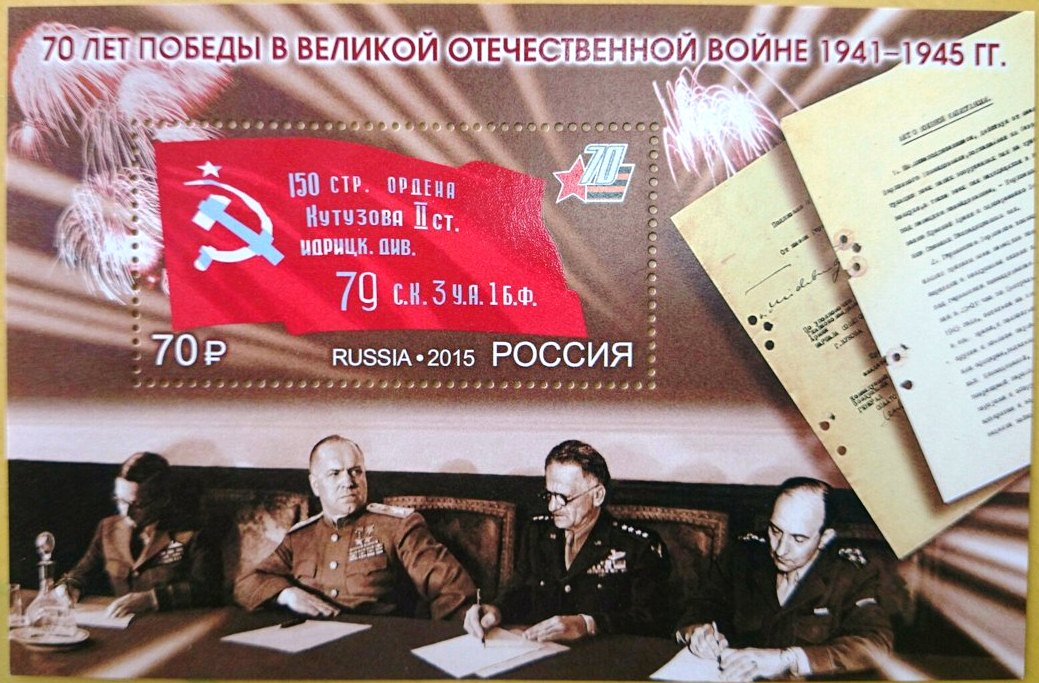
Segell rus de 2015.
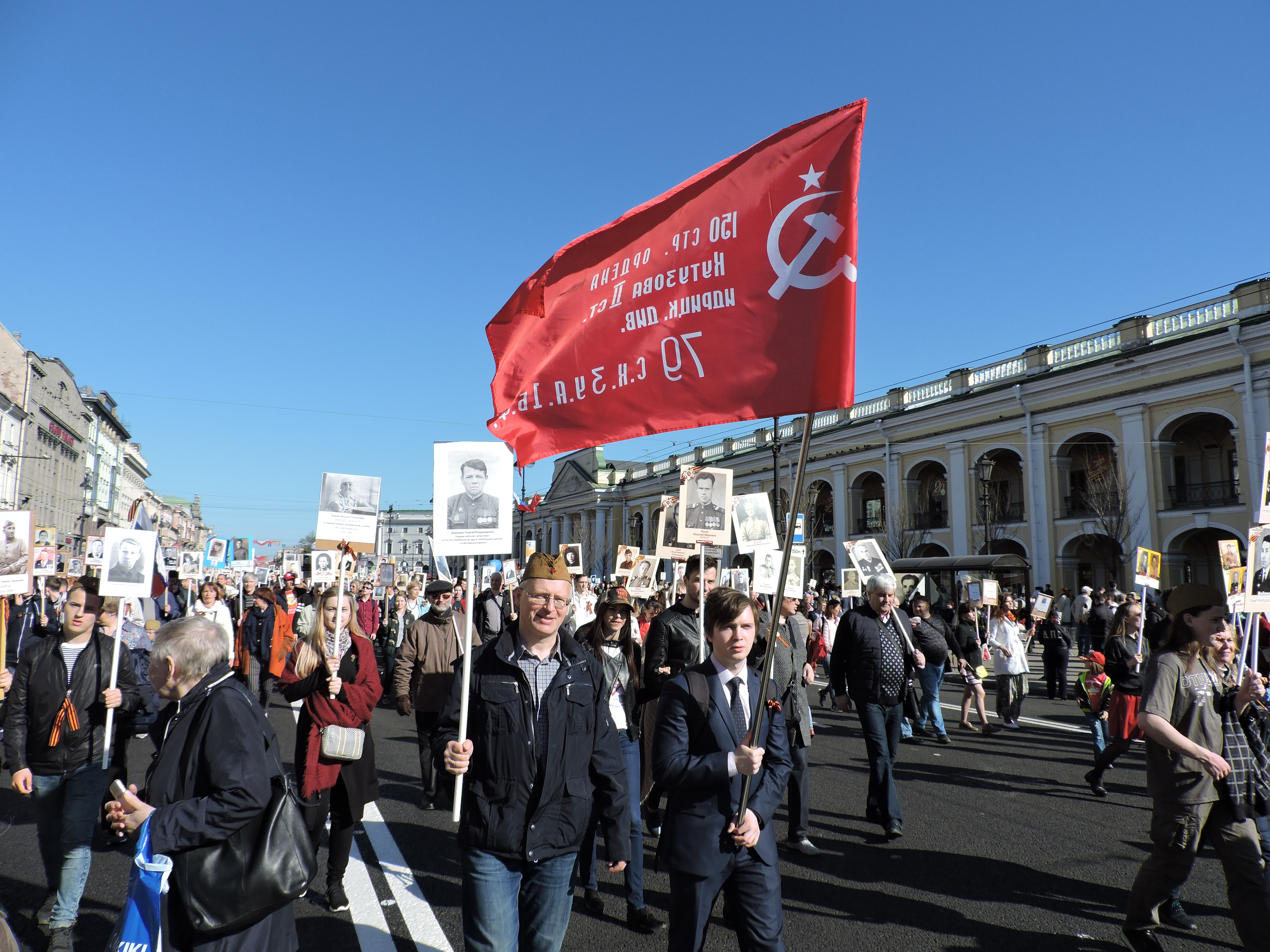
Participants del Regiment Immortal en una marxa a Sant Petersburg el 2018.